# Giải bóng đá vô địch quốc gia Palau 2004
Giải bóng đá vô địch quốc gia Palau 2004 hay Palau Soccer League là mùa giải đầu tiên của giải đấu bóng đá ở Palau. The league was won by Daewoo Ngatpang Giải gồm 3 vòng đấu, một trận play-off chung kết và giải còn có tên là Palau Soccer Association Local League.

## Đội bóng
Có 4 đội tham gia vào mùa giải đầu tiên của Giải bóng đá vô địch quốc gia Palau. Tất cả các trận đấu đều diễn ra trên sân Sân vận động PCC Track & Field in Koror, sân nhà cho mọi đội bóng. Điều này bởi vì sự thiếu thốn địa điểm thích hợp cho các trận đấu bóng đá ở Palau. Các đội bóng mùa giải 2004 (liệt kê theo thứ tự bảng chữ cái) như sau:
- Daewoo Ngatpang FC
- Mount Everest Nepal FC
- Palau Track and Field Team FC
- Team Bangladesh FC

Địa điểm của Sân vận động PCC Track & Field, nơi tất cả các trận đấu đều diễn ra:
| Koror                               |
| ----------------------------------- |
| Sân vận động PCC Track & Field      |
| 7°20′B 134°28′Đ / 7,333°B 134,467°Đ |
| Sức chứa: 4.000                     |
| Koror                               |

## Mùa giải chính

### Bảng xếp hạng
| XH | Đội                        | Tr | T | H | T | BT | BB | HS | Đ | Lên hay xuống hạng            |
| -- | -------------------------- | -- | - | - | - | -- | -- | -- | - | ----------------------------- |
| 1  | Daewoo Ngatpang (A)        | 3  | 2 | 1 | 0 | 6  | 4  | +2 | 7 | Đủ điều kiện tham dựChung kết |
| 2  | Mount Everest Nepal (A)    | 3  | 1 | 1 | 1 | 5  | 5  | 0  | 4 | Đủ điều kiện tham dựChung kết |
| 3  | Palau Track and Field Team | 3  | 1 | 0 | 2 | 6  | 8  | −2 | 3 |                               |
| 4  | Team Bangladesh            | 3  | 1 | 0 | 2 | 6  | 8  | −2 | 3 |                               |

Cập nhật đến 18 Apr 2007
Nguồn: http://www.rsssf.com/tablesp/palau04.html
Quy tắc xếp hạng: 1. Điểm; 2. Hiệu số bàn thắng; 3. Số bàn thắng.
PLW
(VĐ) = Vô địch; (XH) = Xuống hạng; (LH) = Lên hạng; (O) = Thắng trận Play-off; (A) = Lọt vào vòng sau. 
Chỉ được áp dụng khi mùa giải chưa kết thúc: 
(Q) = Lọt vào vòng đấu cụ thể của giải đấu đã nêu; (TQ) = Giành vé dự giải đấu, nhưng chưa tới vòng đấu đã nêu.

source:

### Kết quả
Mùa giải 2004 thi đấu trong hai giai đoạn: đầu tiên là vòng bảng với việc một đội thi đấu với các đội còn lại một lần. Hai đội có kết quả cao nhất được giành quyền tham dự trận chung kết để quyết định đội vô địch cuối cùng.

#### Vòng 1
| Daewoo Ngatpang | 3 - 2 | Team Bangladesh |
| --------------- | ----- | --------------- |
| Không rõ        | Nguồn | Không rõ        |

| Mount Everest Nepal | 4-2   | Palau Track and Field Team |
| ------------------- | ----- | -------------------------- |
| Không rõ            | Nguồn | Ililau                     |

#### Vòng 2
| Daewoo Ngatpang | 2-1   | Palau Track and Field Team |
| --------------- | ----- | -------------------------- |
| Mai             | Nguồn | Ililau                     |

| Team Bangladesh | 2-0   | Mount Everest Nepal |
| --------------- | ----- | ------------------- |
| Kabir Hat       | Nguồn |                     |

#### Vòng 3
| Daewoo Ngatpang | 1-1   | Mount Everest Nepal |
| --------------- | ----- | ------------------- |
| Không rõ        | Nguồn | Besnet              |

| Team Bangladesh | 2-3   | Palau Track and Field Team |
| --------------- | ----- | -------------------------- |
| Không rõ        | Nguồn | Ililau Không rõ x2         |

## Vòng loại trực tiếp

### Chung kết
| Daewoo Ngatpang | 2-0   | Mount Everest Nepal |
| --------------- | ----- | ------------------- |
| Không rõ        | Nguồn | Không rõ            |

## Cầu thủ nhiều ghi bàn thắng nhất
| Thứ hạng | Cầu thủ       | Câu lạc bộ                 | Số bàn thắng |
| -------- | ------------- | -------------------------- | ------------ |
| 1        | Tony Ililau   | Palau Track and Field Team | 4            |
| 2        | Mai Xuan Tan  | Daewoo Ngatpang            | 2            |
| 3        | Humayon Kabir | Team Bangladesh            | 1            |
| 3        | Shak Hat      | Mount Everest Nepal        | 1            |
| 3        | Buddhi Besnet | Mount Everest Nepal        | 1            |